# Campeonato FIBA Américas Sub-16 de 2019
El Campeonato FIBA Américas Sub-16 de 2019 fue la 6.ª edición del torneo de baloncesto organizado por FIBA Américas más importante a nivel americano para selecciones menores de 16 años. Se disputó en la ciudad de Belém en (Brasil), del 3 al 9 de junio de 2019 y entregó cuatro plazas al Campeonato Mundial de Baloncesto Sub-17 de 2020, el cual posteriormente fue cancelado debido a la pandemia de COVID-19.

## Selecciones participantes
- Norteamérica:
  -  Estados Unidos
  -  Canadá
- Centroamérica y el Caribe:
  -  Puerto Rico
  -  México
  -  República Dominicana
- Sudamérica:
  -  Argentina
  -  Brasil (Sede)
  -  Uruguay

## Primera fase
Se realizó el sorteo de los grupos el 30 de abril de 2019 en la ciudad de San Juan en Puerto Rico.

### Grupo A
|   | Equipo               | Pts | J | G | P | PF  | PC  | Dif  |
| - | -------------------- | --- | - | - | - | --- | --- | ---- |
| 1 | Estados Unidos       | 6   | 3 | 3 | 0 | 309 | 180 | +129 |
| 2 | República Dominicana | 5   | 3 | 2 | 1 | 232 | 265 | -33  |
| 3 | Argentina            | 4   | 3 | 1 | 2 | 218 | 248 | -30  |
| 4 | México               | 3   | 3 | 0 | 3 | 193 | 259 | -66  |

| 3 de junio, 15:45 | México                                            | 66–41                | República Dominicana                                                | Belém,Brasil                                                                                       |  |
|                   | Parciales: 28-17, 13-15, 15-20, 10-19             |                      |                                                                     | |  |
|                   | Estadísticas Yahir Bonilla (14) Yahir Bonilla (6) | Reporte Pts Reb Asts | Estadísticas (15) Jean Montero (14) Breylin García (3) Nomar Tejada | Pabellón: Arena Guilherme Paraense Árbitros: Jesed Díaz Michael Reed Scott Gonzalo Salgueiro Martí |  |

| 3 de junio, 18:15                    | Argentina                            | 57 - 83                              | Estados Unidos                                                                                |  |
| Reporte                              |                                      |                                      |                                                                                               |  |
| Parciales: 20-7, 11-24, 16-29, 10-23 | Parciales: 20-7, 11-24, 16-29, 10-23 | Parciales: 20-7, 11-24, 16-29, 10-23 | Arena Guilherme Paraense, Belém Árbitro(s): Marcos Benito Carlos Andrés Peralta Felipe Ibarra |  |
| E. Caffaro 14                        | Pts                                  | 22 J. Smith II                       | Arena Guilherme Paraense, Belém Árbitro(s): Marcos Benito Carlos Andrés Peralta Felipe Ibarra |  |
| L. Maglietti 6                       | Rebs                                 | 9 R. Isaacs Jr, J. Smith II          | Arena Guilherme Paraense, Belém Árbitro(s): Marcos Benito Carlos Andrés Peralta Felipe Ibarra |  |
| J. Gorosito, L. Maglietti 3          | Asists                               | 5 T. Lipsey                          | Arena Guilherme Paraense, Belém Árbitro(s): Marcos Benito Carlos Andrés Peralta Felipe Ibarra |  |

| 4 de junio, 13:30                    | Estados Unidos                       | 104 - 52                                    | México                                                                                           |  |
| Reporte                              |                                      |                                             |                                                                                                  |  |
| Parciales: 19-15, 35-13, 30-8, 20-16 | Parciales: 19-15, 35-13, 30-8, 20-16 | Parciales: 19-15, 35-13, 30-8, 20-16        | Arena Guilherme Paraense, Belém Árbitro(s): Jesed Díaz Felipe Valenzuela Gonzalo Salgueiro Marti |  |
| A. Bailey 21                         | Pts                                  | 10 B. Ceballos, I. De La Garza, M. Figueroa | Arena Guilherme Paraense, Belém Árbitro(s): Jesed Díaz Felipe Valenzuela Gonzalo Salgueiro Marti |  |
| J. Duren 17                          | Rebs                                 | 7 B. Ceballos                               | Arena Guilherme Paraense, Belém Árbitro(s): Jesed Díaz Felipe Valenzuela Gonzalo Salgueiro Marti |  |
| A. Bailey, D. Hunter 6               | Asists                               | 3 I. De La Garza                            | Arena Guilherme Paraense, Belém Árbitro(s): Jesed Díaz Felipe Valenzuela Gonzalo Salgueiro Marti |  |

| 4 de junio, 18:45                     | República Dominicana                  | 90 - 77                               | Argentina                                                                                  |  |
| Reporte                               |                                       |                                       |                                                                                            |  |
| Parciales: 22-23, 20-11, 24-24, 24-19 | Parciales: 22-23, 20-11, 24-24, 24-19 | Parciales: 22-23, 20-11, 24-24, 24-19 | Arena Guilherme Paraense, Belém Árbitro(s): Marcos Benito Michael Reed Scott Felipe Ibarra |  |
| J. Montero 42                         | Pts                                   | 29 A. Roveres                         | Arena Guilherme Paraense, Belém Árbitro(s): Marcos Benito Michael Reed Scott Felipe Ibarra |  |
| J. Montero 11                         | Rebs                                  | 11 A. Roveres                         | Arena Guilherme Paraense, Belém Árbitro(s): Marcos Benito Michael Reed Scott Felipe Ibarra |  |
| H. Cuevas 6                           | Asists                                | 6 L. Maglietti                        | Arena Guilherme Paraense, Belém Árbitro(s): Marcos Benito Michael Reed Scott Felipe Ibarra |  |

| 5 de junio, 13:30                     | Estados Unidos                        | 122 - 71                              | República Dominicana                                                                   |  |
| Reporte                               |                                       |                                       |                                                                                        |  |
| Parciales: 35-22, 24-22, 28-11, 35-16 | Parciales: 35-22, 24-22, 28-11, 35-16 | Parciales: 35-22, 24-22, 28-11, 35-16 | Arena Guilherme Paraense, Belém Árbitro(s): Jesed Díaz Marcos Benito Felipe Valenzuela |  |
| C. Christie 24                        | Pts                                   | 21 J. Montero                         | Arena Guilherme Paraense, Belém Árbitro(s): Jesed Díaz Marcos Benito Felipe Valenzuela |  |
| C. Livingston 11                      | Rebs                                  | 11 J. Montero                         | Arena Guilherme Paraense, Belém Árbitro(s): Jesed Díaz Marcos Benito Felipe Valenzuela |  |
| R. Isaacs Jr 11                       | Asists                                | 3 J. Montero, H. Cuevas               | Arena Guilherme Paraense, Belém Árbitro(s): Jesed Díaz Marcos Benito Felipe Valenzuela |  |

| 5 de junio, 15:45                     | México                                | 75 - 84                               | Argentina                                                                                          |  |
| Reporte                               |                                       |                                       | |  |
| Parciales: 14-21, 16-25, 28-20, 17-18 | Parciales: 14-21, 16-25, 28-20, 17-18 | Parciales: 14-21, 16-25, 28-20, 17-18 | Arena Guilherme Paraense, Belém Árbitro(s): Julio Anaya Michael Reed Scott Gonzalo Salgueiro Marti |  |
| B. Ceballos 20                        | Pts                                   | 15 F. Conrradi, E. Caffaro            | Arena Guilherme Paraense, Belém Árbitro(s): Julio Anaya Michael Reed Scott Gonzalo Salgueiro Marti |  |
| Y. Bonilla 21                         | Rebs                                  | 8 A. Roveres                          | Arena Guilherme Paraense, Belém Árbitro(s): Julio Anaya Michael Reed Scott Gonzalo Salgueiro Marti |  |
| Y. Bonilla 6                          | Asists                                | 5 L. Maglietti                        | Arena Guilherme Paraense, Belém Árbitro(s): Julio Anaya Michael Reed Scott Gonzalo Salgueiro Marti |  |

### Grupo B
|   | Equipo      | Pts | J | G | P | PF  | PC  | Dif |
| - | ----------- | --- | - | - | - | --- | --- | --- |
| 1 | Canadá      | 6   | 3 | 3 | 0 | 287 | 206 | +81 |
| 2 | Uruguay     | 4   | 3 | 1 | 2 | 189 | 225 | -36 |
| 3 | Brasil      | 4   | 3 | 1 | 2 | 194 | 216 | -22 |
| 4 | Puerto Rico | 4   | 3 | 1 | 2 | 203 | 226 | -23 |

| 3 de junio, 13:30                    | Canadá                               | 101 - 63                             | Uruguay                                                                                            |  |
| Reporte                              |                                      |                                      | |  |
| Parciales: 23-21, 22-15, 29-20, 27-7 | Parciales: 23-21, 22-15, 29-20, 27-7 | Parciales: 23-21, 22-15, 29-20, 27-7 | Arena Guilherme Paraense, Belém Árbitro(s): Grant Alexander Todey Felipe Valenzuela Romina Morales |  |
| S. Sharpe 18                         | Pts                                  | 16 A. Ubal                           | Arena Guilherme Paraense, Belém Árbitro(s): Grant Alexander Todey Felipe Valenzuela Romina Morales |  |
| D. Kalambay 7                        | Rebs                                 | 6 L. Previatti                       | Arena Guilherme Paraense, Belém Árbitro(s): Grant Alexander Todey Felipe Valenzuela Romina Morales |  |
| R. Nembhard 8                        | Asists                               | 5 L. Pérez                           | Arena Guilherme Paraense, Belém Árbitro(s): Grant Alexander Todey Felipe Valenzuela Romina Morales |  |

| 3 de junio, 20:30                     | Brasil                                | 72 - 58                               | Puerto Rico                                                                              |  |
| Reporte                               |                                       |                                       |                                                                                          |  |
| Parciales: 17-14, 18-13, 16-18, 21-13 | Parciales: 17-14, 18-13, 16-18, 21-13 | Parciales: 17-14, 18-13, 16-18, 21-13 | Arena Guilherme Paraense, Belém Árbitro(s): Julio Anaya Krishna Domínguez Natalia Cuello |  |
| M. Leoni 18                           | Pts                                   | 20 J. Walker                          | Arena Guilherme Paraense, Belém Árbitro(s): Julio Anaya Krishna Domínguez Natalia Cuello |  |
| R. Bolis 16                           | Rebs                                  | 8 J. Rivera                           | Arena Guilherme Paraense, Belém Árbitro(s): Julio Anaya Krishna Domínguez Natalia Cuello |  |
| F. Motta 6                            | Asists                                | 2 J. Rivera, J. Figueroa              | Arena Guilherme Paraense, Belém Árbitro(s): Julio Anaya Krishna Domínguez Natalia Cuello |  |

| 4 de junio, 15:45                   | Uruguay                             | 58 - 69                             | Puerto Rico                                                                              |  |
| Reporte                             |                                     |                                     |                                                                                          |  |
| Parciales: 8-18, 17-19, 21-8, 12-24 | Parciales: 8-18, 17-19, 21-8, 12-24 | Parciales: 8-18, 17-19, 21-8, 12-24 | Arena Guilherme Paraense, Belém Árbitro(s): Julio Anaya Krishna Domínguez Romina Morales |  |
| A. Ubal 30                          | Pts                                 | 16 J. Walker                        | Arena Guilherme Paraense, Belém Árbitro(s): Julio Anaya Krishna Domínguez Romina Morales |  |
| A. Ubal 13                          | Rebs                                | 8 J. Walker                         | Arena Guilherme Paraense, Belém Árbitro(s): Julio Anaya Krishna Domínguez Romina Morales |  |
| N. Bessio 4                         | Asists                              | 6 J. Figueroa                       | Arena Guilherme Paraense, Belém Árbitro(s): Julio Anaya Krishna Domínguez Romina Morales |  |

| 4 de junio, 21:00                     | Canadá                                | 90 - 67                               | Brasil                                                                                                 |  |
| Reporte                               |                                       |                                       | |  |
| Parciales: 27-15, 17-19, 25-21, 21-12 | Parciales: 27-15, 17-19, 25-21, 21-12 | Parciales: 27-15, 17-19, 25-21, 21-12 | Arena Guilherme Paraense, Belém Árbitro(s): Carlos Andrés Peralta Natalia Cuello Grant Alexander Todey |  |
| C. Houstan 28                         | Pts                                   | 14 M. Leoni                           | Arena Guilherme Paraense, Belém Árbitro(s): Carlos Andrés Peralta Natalia Cuello Grant Alexander Todey |  |
| C. Houstan 10                         | Rebs                                  | 13 R. Bolis                           | Arena Guilherme Paraense, Belém Árbitro(s): Carlos Andrés Peralta Natalia Cuello Grant Alexander Todey |  |
| R. Nembhard 9                         | Asists                                | 4 F. Motta                            | Arena Guilherme Paraense, Belém Árbitro(s): Carlos Andrés Peralta Natalia Cuello Grant Alexander Todey |  |

| 5 de junio, 18:15                    | Puerto Rico                          | 76 - 96                              | Canadá                                                                                          |  |
| Reporte                              |                                      |                                      |                                                                                                 |  |
| Parciales: 9-15, 19-32, 18-32, 30-17 | Parciales: 9-15, 19-32, 18-32, 30-17 | Parciales: 9-15, 19-32, 18-32, 30-17 | Arena Guilherme Paraense, Belém Árbitro(s): Carlos Andrés Peralta Natalia Cuello Romina Morales |  |
| J. Sierra 14                         | Pts                                  | 22 DJ Jackson                        | Arena Guilherme Paraense, Belém Árbitro(s): Carlos Andrés Peralta Natalia Cuello Romina Morales |  |
| S. Santiago, M. Cintron 8            | Rebs                                 | 8 J. Webley                          | Arena Guilherme Paraense, Belém Árbitro(s): Carlos Andrés Peralta Natalia Cuello Romina Morales |  |
| S. Santiago, J. Sierra 3             | Asists                               | 9 R. Nembhard                        | Arena Guilherme Paraense, Belém Árbitro(s): Carlos Andrés Peralta Natalia Cuello Romina Morales |  |

| 5 de junio, 20:30                     | Brasil                                | 55 - 68                               | Uruguay                                                                                           |  |
| Reporte                               |                                       |                                       |                                                                                                   |  |
| Parciales: 14-11, 12-15, 12-30, 17-12 | Parciales: 14-11, 12-15, 12-30, 17-12 | Parciales: 14-11, 12-15, 12-30, 17-12 | Arena Guilherme Paraense, Belém Árbitro(s): Krishna Domínguez Felipe Ibarra Grant Alexander Todey |  |
| R. Bolis 18                           | Pts                                   | 24 A. Ubal                            | Arena Guilherme Paraense, Belém Árbitro(s): Krishna Domínguez Felipe Ibarra Grant Alexander Todey |  |
| R. Bolis 11                           | Rebs                                  | 11 L. Pérez                           | Arena Guilherme Paraense, Belém Árbitro(s): Krishna Domínguez Felipe Ibarra Grant Alexander Todey |  |
| J. Capela 3                           | Asists                                | 3 N. Bessio                           | Arena Guilherme Paraense, Belém Árbitro(s): Krishna Domínguez Felipe Ibarra Grant Alexander Todey |  |

## Fase final

### Cuadro
|  | Quinto puesto 9 de junio | Quinto puesto 9 de junio |                 |    | Clasificación 5.º-8.º 8 de junio | Clasificación 5.º-8.º 8 de junio |                |    | Cuartos de final 7 de junio | Cuartos de final 7 de junio |                 |    | Semifinales 8 de junio | Semifinales 8 de junio |  |  | Final 9 de junio | Final 9 de junio |
|  |                          |                          |                 |    |                                  |                                  |                |    |                             |                             |                 |    |                        |                        |  |  |                  |                  |
|  |                          |                          |                 |    |                                  |                                  |                |    |                             |                             |                 |    |                        |                        |  |  |                  |                  |
|  |                          |                          |                 |    |                                  |                                  |                |    |                             |                             |                 |    |                        |                        |  |  |                  |                  |
|  |                          |                          |                 |    |                                  |                                  |                |    | Estados Unidos              | 102                         |                 |    |                        |                        |  |  |                  |                  |
|  |                          |                          |                 |    |                                  |                                  |                |    | Estados Unidos              | 102                         |                 |    |                        |                        |  |  |                  |                  |
|  |                          |                          | Puerto Rico     | 51 |                                  |                                  |                |    |                             |                             |                 |    |                        |                        |  |  |                  |                  |
|  |                          | Puerto Rico              | Puerto Rico     | 51 | 65                               |                                  |                |    |                             | Estados Unidos              | 90              |    |                        |                        |  |  |                  |                  |
|  |                          |                          |                 |    | 65                               |                                  |                |    |                             | Estados Unidos              | 90              |    |                        |                        |  |  |                  |                  |
|  |                          |                          | Uruguay         | 40 |                                  |                                  | Argentina      | 58 |                             |                             |                 |    |                        |                        |  |  |                  |                  |
|  | Uruguay                  | 53                       | Uruguay         | 40 |                                  |                                  | Argentina      | 58 |                             |                             |                 |    |                        |                        |  |  |                  |                  |
|  | Uruguay                  | 53                       |                 |    |                                  |                                  |                |    |                             |                             |                 |    |                        |                        |  |  |                  |                  |
|  |                          |                          | Argentina       | 62 |                                  |                                  |                |    |                             |                             |                 |    |                        |                        |  |  |                  |                  |
|  | Puerto Rico              | 61                       | Argentina       | 62 |                                  |                                  | Estados Unidos | 94 |                             |                             |                 |    |                        |                        |  |  |                  |                  |
|  | Puerto Rico              | 61                       |                 |    |                                  |                                  | Estados Unidos | 94 |                             |                             |                 |    |                        |                        |  |  |                  |                  |
|  | Brasil                   | 78                       |                 |    | Canadá                           | 77                               |                |    |                             |                             |                 |    |                        |                        |  |  |                  |                  |
|  | Brasil                   | 78                       | Rep. Dominicana | 73 | Canadá                           | 77                               |                |    |                             |                             |                 |    |                        |                        |  |  |                  |                  |
|  |                          |                          | Rep. Dominicana | 73 |                                  |                                  |                |    |                             |                             |                 |    |                        |                        |  |  |                  |                  |
|  |                          |                          | Brasil          | 71 |                                  |                                  |                |    |                             |                             |                 |    |                        |                        |  |  |                  |                  |
|  | Séptimo puesto           | Séptimo puesto           | Brasil          | 71 | Brasil                           | 64                               |                |    |                             |                             | Rep. Dominicana | 81 | Tercer puesto          | Tercer puesto          |  |  |                  |                  |
|  | Séptimo puesto           | Séptimo puesto           |                 |    | Brasil                           | 64                               |                |    |                             |                             | Rep. Dominicana | 81 | Tercer puesto          | Tercer puesto          |  |  |                  |                  |
|  |                          |                          |                 |    | México                           | 62                               |                |    | Canadá                      | 97                          |                 |    |                        |                        |  |  |                  |                  |
|  | Uruguay                  | 68                       | Canadá          | 95 | México                           | 62                               | Argentina      | 77 | Canadá                      | 97                          |                 |    |                        |                        |  |  |                  |                  |
|  | Uruguay                  | 68                       | Canadá          | 95 |                                  |                                  | Argentina      | 77 |                             |                             |                 |    |                        |                        |  |  |                  |                  |
|  | México                   | 74                       |                 |    | México                           | 78                               |                |    | Rep. Dominicana             | 80                          |                 |    |                        |                        |  |  |                  |                  |

#### Cuartos de final
| 7 de junio, 13:30                     | Canadá                                | 95 - 78                               | México                                                                                        |  |
| Reporte                               |                                       |                                       |                                                                                               |  |
| Parciales: 26-15, 18-24, 25-14, 26-25 | Parciales: 26-15, 18-24, 25-14, 26-25 | Parciales: 26-15, 18-24, 25-14, 26-25 | Arena Guilherme Paraense, Belém Árbitro(s): Jesed Díaz Romina Morales Gonzalo Salgueiro Marti |  |
| C. Houstan 21                         | Pts                                   | 27 Y. Bonilla                         | Arena Guilherme Paraense, Belém Árbitro(s): Jesed Díaz Romina Morales Gonzalo Salgueiro Marti |  |
| E. Boakye 17                          | Rebs                                  | 20 Y. Bonilla                         | Arena Guilherme Paraense, Belém Árbitro(s): Jesed Díaz Romina Morales Gonzalo Salgueiro Marti |  |
| R. Nembhard 7                         | Asists                                | 5 Y. Bonilla                          | Arena Guilherme Paraense, Belém Árbitro(s): Jesed Díaz Romina Morales Gonzalo Salgueiro Marti |  |

| 7 de junio, 15:45                    | Estados Unidos                       | 102 - 51                             | Puerto Rico                                                                                |  |
| Reporte                              |                                      |                                      |                                                                                            |  |
| Parciales: 13-14, 29-8, 32-13, 28-16 | Parciales: 13-14, 29-8, 32-13, 28-16 | Parciales: 13-14, 29-8, 32-13, 28-16 | Arena Guilherme Paraense, Belém Árbitro(s): Natalia Cuello Felipe Ibarra Felipe Valenzuela |  |
| J. Smith II 15                       | Pts                                  | 12 E. Navarro                        | Arena Guilherme Paraense, Belém Árbitro(s): Natalia Cuello Felipe Ibarra Felipe Valenzuela |  |
| K. Wright 10                         | Rebs                                 | 8 J. Walker                          | Arena Guilherme Paraense, Belém Árbitro(s): Natalia Cuello Felipe Ibarra Felipe Valenzuela |  |
| D. Hunter 7                          | Asists                               | 4 J. Figueroa                        | Arena Guilherme Paraense, Belém Árbitro(s): Natalia Cuello Felipe Ibarra Felipe Valenzuela |  |

| 7 de junio, 18:15                    | Uruguay                              | 53 - 62                              | Argentina                                                                                      |  |
| Reporte                              |                                      |                                      |                                                                                                |  |
| Parciales: 8-16, 14-11, 14-16, 17-19 | Parciales: 8-16, 14-11, 14-16, 17-19 | Parciales: 8-16, 14-11, 14-16, 17-19 | Arena Guilherme Paraense, Belém Árbitro(s): Marcos Benito Michael Reed Scott Krishna Domínguez |  |
| N. Bessio, A. Ubal 13                | Pts                                  | 25 F. Conrradi                       | Arena Guilherme Paraense, Belém Árbitro(s): Marcos Benito Michael Reed Scott Krishna Domínguez |  |
| J. Rodríguez, A. Ubal 8              | Rebs                                 | 8 S. Romegialli                      | Arena Guilherme Paraense, Belém Árbitro(s): Marcos Benito Michael Reed Scott Krishna Domínguez |  |
| N. Bessio 4                          | Asists                               | 5 L. Maglietti                       | Arena Guilherme Paraense, Belém Árbitro(s): Marcos Benito Michael Reed Scott Krishna Domínguez |  |

| 7 de junio, 20:30                     | República Dominicana                  | 73 - 71                               | Brasil                                                                                              |  |
| Reporte                               |                                       |                                       | |  |
| Parciales: 21-14, 17-21, 16-22, 19-14 | Parciales: 21-14, 17-21, 16-22, 19-14 | Parciales: 21-14, 17-21, 16-22, 19-14 | Arena Guilherme Paraense, Belém Árbitro(s): Carlos Andrés Peralta Grant Alexander Todey Julio Anaya |  |
| J. Montero 26                         | Pts                                   | 20 R. Bolis                           | Arena Guilherme Paraense, Belém Árbitro(s): Carlos Andrés Peralta Grant Alexander Todey Julio Anaya |  |
| A. Pimentel, Y. Ynfante 8             | Rebs                                  | 23 R. Bolis                           | Arena Guilherme Paraense, Belém Árbitro(s): Carlos Andrés Peralta Grant Alexander Todey Julio Anaya |  |
| J. Montero 7                          | Asists                                | 9 F. Motta                            | Arena Guilherme Paraense, Belém Árbitro(s): Carlos Andrés Peralta Grant Alexander Todey Julio Anaya |  |

#### 5.º al 8.º puesto
| 8 de junio, 13:30                  | Puerto Rico                        | 65 - 40                            | Uruguay                                                                                      |  |
| Reporte                            |                                    |                                    |                                                                                              |  |
| Parciales: 6-16, 21-10, 23-5, 15-9 | Parciales: 6-16, 21-10, 23-5, 15-9 | Parciales: 6-16, 21-10, 23-5, 15-9 | Arena Guilherme Paraense, Belém Árbitro(s): Michael Reed Scott Natalia Cuello Romina Morales |  |
| J. Walker 20                       | Pts                                | 13 A. Ubal                         | Arena Guilherme Paraense, Belém Árbitro(s): Michael Reed Scott Natalia Cuello Romina Morales |  |
| J. Walker 8                        | Rebs                               | 11 L. Previatti                    | Arena Guilherme Paraense, Belém Árbitro(s): Michael Reed Scott Natalia Cuello Romina Morales |  |
| J. Walker 5                        | Asists                             | 3 G. Brun                          | Arena Guilherme Paraense, Belém Árbitro(s): Michael Reed Scott Natalia Cuello Romina Morales |  |

| 8 de junio, 15:45                     | Brasil                                | 64 - 62                               | México |  |
| Reporte                               |                                       |                                       | |  |
| Parciales: 15-11, 10-14, 21-14, 18-23 | Parciales: 15-11, 10-14, 21-14, 18-23 | Parciales: 15-11, 10-14, 21-14, 18-23 | Arena Guilherme Paraense, Belém Árbitro(s): Grant Alexander Todey Felipe Valenzuela Gonzalo Salgueiro Marti |  |
| V. Vicenti 18                         | Pts                                   | 17 B. Ceballos                        | Arena Guilherme Paraense, Belém Árbitro(s): Grant Alexander Todey Felipe Valenzuela Gonzalo Salgueiro Marti |  |
| R. Bolis 13                           | Rebs                                  | 10 Y. Bonilla, E. Acevedo             | Arena Guilherme Paraense, Belém Árbitro(s): Grant Alexander Todey Felipe Valenzuela Gonzalo Salgueiro Marti |  |
| V. Ibiapina 4                         | Asists                                | 3 varios                              | Arena Guilherme Paraense, Belém Árbitro(s): Grant Alexander Todey Felipe Valenzuela Gonzalo Salgueiro Marti |  |

#### Semifinales
| 8 de junio, 18:15                     | República Dominicana                  | 81 - 97                               | Canadá                                                                             |  |
| Reporte                               |                                       |                                       |                                                                                    |  |
| Parciales: 16-30, 21-12, 24-31, 20-24 | Parciales: 16-30, 21-12, 24-31, 20-24 | Parciales: 16-30, 21-12, 24-31, 20-24 | Arena Guilherme Paraense, Belém Árbitro(s): Marcos Benito Jesed Díaz Felipe Ibarra |  |
| J. Montero 29                         | Pts                                   | 29 C. Houstan                         | Arena Guilherme Paraense, Belém Árbitro(s): Marcos Benito Jesed Díaz Felipe Ibarra |  |
| J. Montero 10                         | Rebs                                  | 16 E. Boakye                          | Arena Guilherme Paraense, Belém Árbitro(s): Marcos Benito Jesed Díaz Felipe Ibarra |  |
| S. Grullon 5                          | Asists                                | 12 R. Nembhard                        | Arena Guilherme Paraense, Belém Árbitro(s): Marcos Benito Jesed Díaz Felipe Ibarra |  |

| 8 de junio, 20:30                     | Estados Unidos                        | 90 - 58                               | Argentina                                                                                       |  |
| Reporte                               |                                       |                                       |                                                                                                 |  |
| Parciales: 22-15, 25-17, 21-12, 22-14 | Parciales: 22-15, 25-17, 21-12, 22-14 | Parciales: 22-15, 25-17, 21-12, 22-14 | Arena Guilherme Paraense, Belém Árbitro(s): Carlos Andrés Peralta Krishna Domínguez Julio Anaya |  |
| J. Smith II 18                        | Pts                                   | 18 L. Sigismonti                      | Arena Guilherme Paraense, Belém Árbitro(s): Carlos Andrés Peralta Krishna Domínguez Julio Anaya |  |
| C. Livingston 12                      | Rebs                                  | 9 L. Maglietti                        | Arena Guilherme Paraense, Belém Árbitro(s): Carlos Andrés Peralta Krishna Domínguez Julio Anaya |  |
| T. Lipsey, D. Hunter 4                | Asists                                | 4 J. Gorosito, L. Maglietti           | Arena Guilherme Paraense, Belém Árbitro(s): Carlos Andrés Peralta Krishna Domínguez Julio Anaya |  |

#### Séptimo puesto
| 9 de junio, 13:30                    | Uruguay                              | 68 - 74                              | México                                                                                     |  |
| Reporte                              |                                      |                                      |                                                                                            |  |
| Parciales: 7-19, 14-12, 27-18, 20-25 | Parciales: 7-19, 14-12, 27-18, 20-25 | Parciales: 7-19, 14-12, 27-18, 20-25 | Arena Guilherme Paraense, Belém Árbitro(s): Felipe Ibarra Felipe Valenzuela Romina Morales |  |
| A. Ubal 20                           | Pts                                  | 23 Y. Bonilla                        | Arena Guilherme Paraense, Belém Árbitro(s): Felipe Ibarra Felipe Valenzuela Romina Morales |  |
| A. Gentile 8                         | Rebs                                 | 15 Y. Bonilla                        | Arena Guilherme Paraense, Belém Árbitro(s): Felipe Ibarra Felipe Valenzuela Romina Morales |  |
| N. Bessio, G. Brun 4                 | Asists                               | 7 Y. Bonilla, J. Ochoa               | Arena Guilherme Paraense, Belém Árbitro(s): Felipe Ibarra Felipe Valenzuela Romina Morales |  |

#### Quinto puesto
| 9 de junio, 15:45                     | Puerto Rico                           | 61 - 78                               | Brasil                                                                                                   |  |
| Reporte                               |                                       |                                       | |  |
| Parciales: 11-13, 22-13, 18-17, 10-35 | Parciales: 11-13, 22-13, 18-17, 10-35 | Parciales: 11-13, 22-13, 18-17, 10-35 | Arena Guilherme Paraense, Belém Árbitro(s): Grant Alexander Todey Natalia Cuello Gonzalo Salgueiro Marti |  |
| J. Figueroa 15                        | Pts                                   | 31 F. Motta                           | Arena Guilherme Paraense, Belém Árbitro(s): Grant Alexander Todey Natalia Cuello Gonzalo Salgueiro Marti |  |
| J. Rivera 10                          | Rebs                                  | 13 R. Bolis                           | Arena Guilherme Paraense, Belém Árbitro(s): Grant Alexander Todey Natalia Cuello Gonzalo Salgueiro Marti |  |
| J. Figueroa 6                         | Asists                                | 7 M. Leoni                            | Arena Guilherme Paraense, Belém Árbitro(s): Grant Alexander Todey Natalia Cuello Gonzalo Salgueiro Marti |  |

#### Tercer puesto
| 9 de junio, 18:15                    | Argentina                            | 77 - 80                              | República Dominicana                                                                    |  |
| Reporte                              |                                      |                                      |                                                                                         |  |
| Parciales: 9-16, 21-22, 22-16, 25-26 | Parciales: 9-16, 21-22, 22-16, 25-26 | Parciales: 9-16, 21-22, 22-16, 25-26 | Arena Guilherme Paraense, Belém Árbitro(s): Marcos Benito Michael Reed Scott Jesed Díaz |  |
| E. Caffaro 22                        | Pts                                  | 49 J. Montero                        | Arena Guilherme Paraense, Belém Árbitro(s): Marcos Benito Michael Reed Scott Jesed Díaz |  |
| E. Caffaro 12                        | Rebs                                 | 12 J. Montero                        | Arena Guilherme Paraense, Belém Árbitro(s): Marcos Benito Michael Reed Scott Jesed Díaz |  |
| L. Di Muccio 6                       | Asists                               | 3 H. Cuevas                          | Arena Guilherme Paraense, Belém Árbitro(s): Marcos Benito Michael Reed Scott Jesed Díaz |  |

#### Final
| 9 de junio, 20:30                     | Estados Unidos                        | 94 - 77                               | Canadá                                                                                          |  |
| Reporte                               |                                       |                                       |                                                                                                 |  |
| Parciales: 18-17, 27-15, 27-25, 22-20 | Parciales: 18-17, 27-15, 27-25, 22-20 | Parciales: 18-17, 27-15, 27-25, 22-20 | Arena Guilherme Paraense, Belém Árbitro(s): Carlos Andrés Peralta Krishna Domínguez Julio Anaya |  |
| C. Livingston 23                      | Pts                                   | 25 C. Houstan                         | Arena Guilherme Paraense, Belém Árbitro(s): Carlos Andrés Peralta Krishna Domínguez Julio Anaya |  |
| J. Smith II 9                         | Rebs                                  | 13 E. Boakye                          | Arena Guilherme Paraense, Belém Árbitro(s): Carlos Andrés Peralta Krishna Domínguez Julio Anaya |  |
| varios 4                              | Asists                                | 9 R. Nembhard                         | Arena Guilherme Paraense, Belém Árbitro(s): Carlos Andrés Peralta Krishna Domínguez Julio Anaya |  |

|                                   |
| Bandera de Estados Unidos         |
| Campeón Estados Unidos 6.º título |

## Posiciones finales
| Rank              | Equipo               | Récord |
| ----------------- | -------------------- | ------ |
| Medalla de oro    | Estados Unidos       | 6-0    |
| Medalla de plata  | Canadá               | 5-1    |
| Medalla de bronce | República Dominicana | 4-2    |
| 4                 | Argentina            | 2-4    |
| 5                 | Brasil               | 3-3    |
| 6                 | Puerto Rico          | 2-4    |
| 7                 | México               | 1-5    |
| 8                 | Uruguay              | 1-5    |

|  | Clasificados al Campeonato Mundial de Baloncesto Sub-17 de 2020. |

## Clasificados al Campeonato Mundial Sub-17 2020
| Bandera de Argentina | Bandera de Canadá | Bandera de Estados Unidos | Bandera de la República Dominicana |
| Argentina            | Canadá            | Estados Unidos            | República Dominicana               |
| -------------------- | ----------------- | ------------------------- | ---------------------------------- |